# Delivr'aide
Delivraide est une plateforme de livraison gratuite et solidaire de repas et de produits d'hygiène à destination des étudiants en situation de précarité, lancée par l’Association d'intérêt général Équipage Solidaire en octobre 2020.
La plateforme est présente dans 13 villes en France: Paris (et proche banlieue), Lyon, Toulouse, Montpellier, Strasbourg, Bordeaux, Rennes, Nantes, Rouen, Grenoble, Nice, Marseille, Le Havre et en Espagne, à Valence.

## Histoire

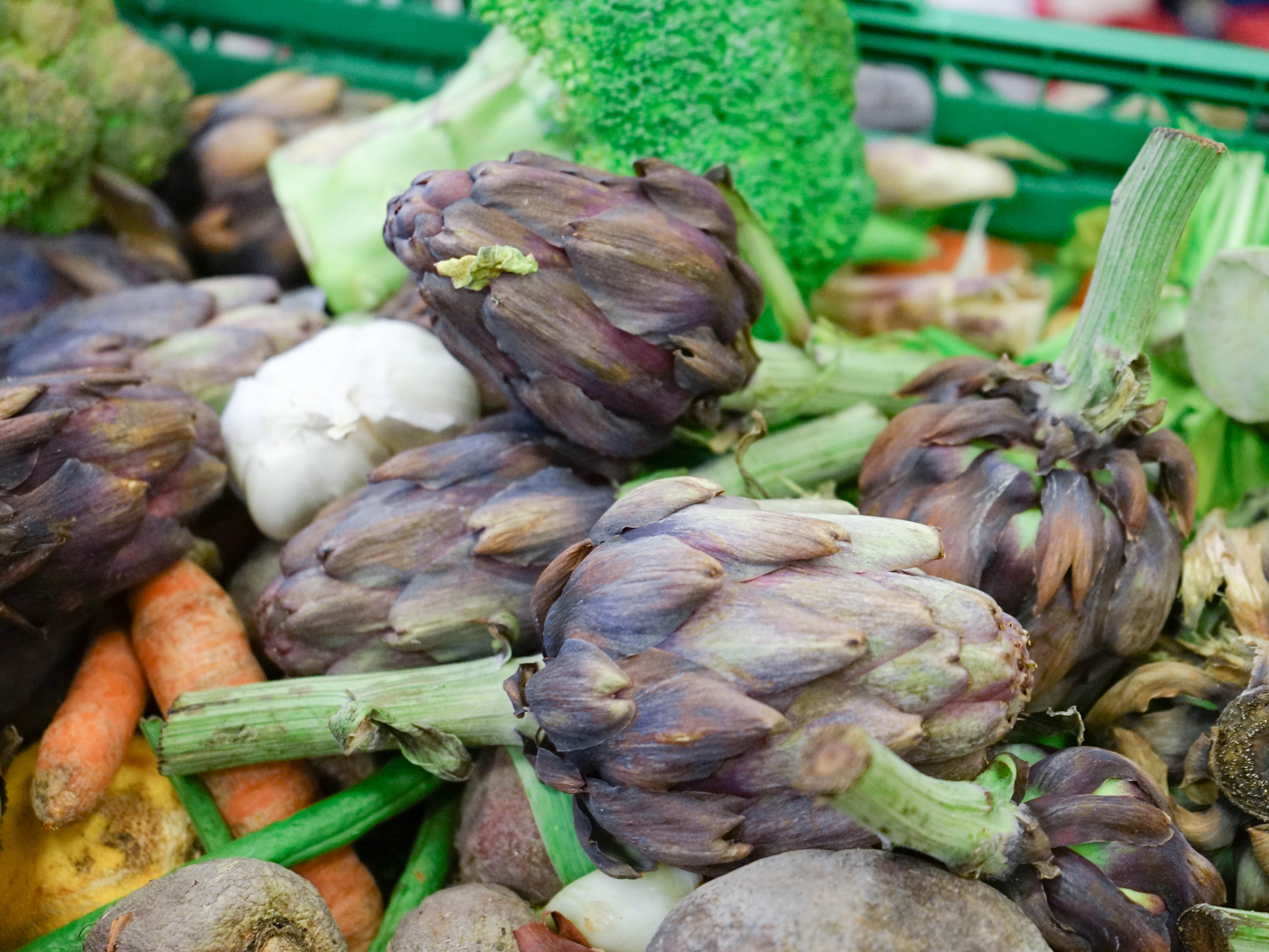
Légumes récupérées auprès de supermarchés et commerçants partenaires

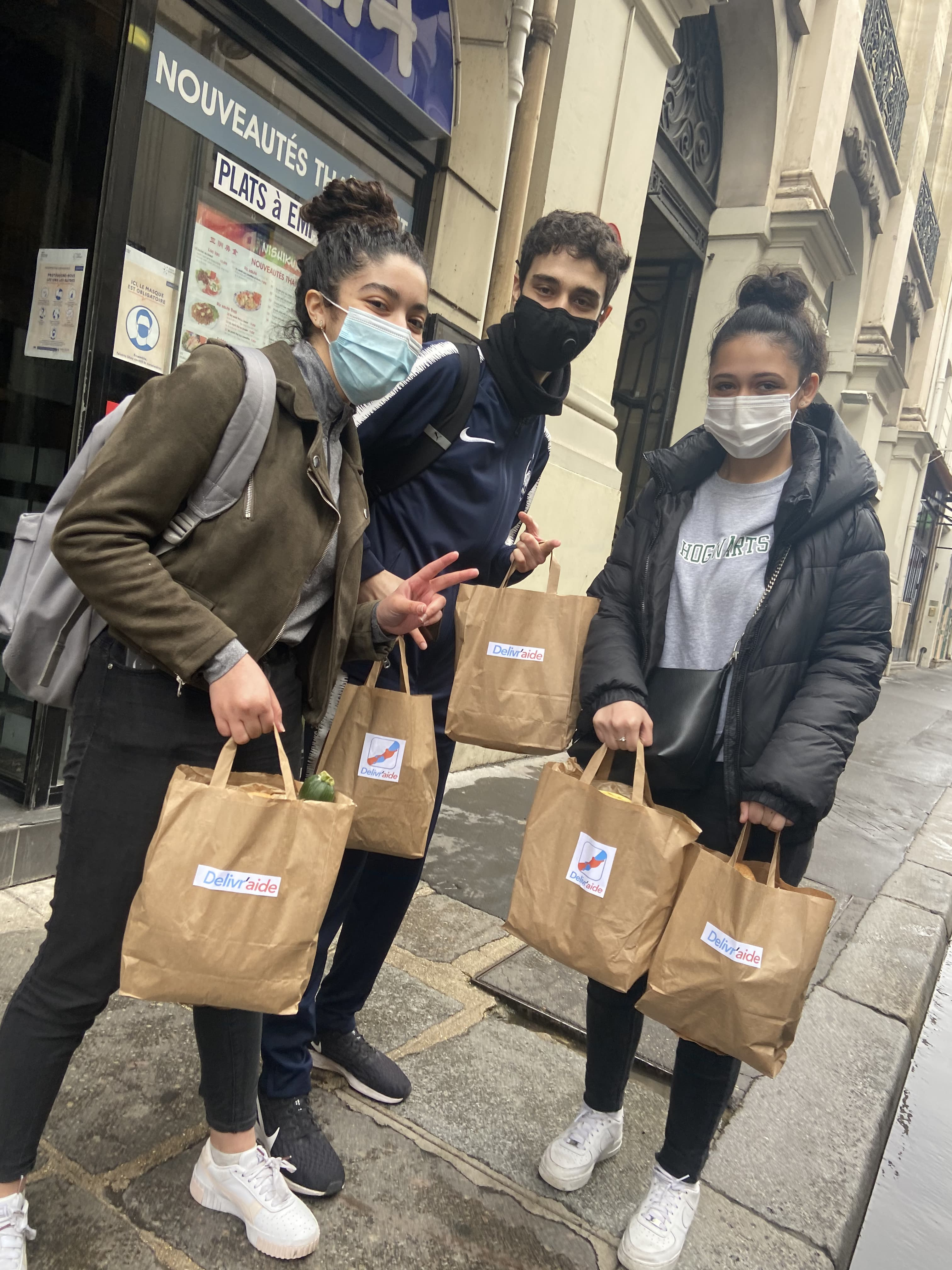
Livreurs bénévoles

Le 1er mars 2021, quelques semaines avant l’annonce du troisième confinement, est annoncé le lancement d’une plateforme de livraison expérimentale d’aide alimentaire à destination d'étudiants en situation de grande précarité. Le périmètre des actions est limité à quelques arrondissements parisiens. L’initiative suscite l’engouement sur les réseaux sociaux. Elle accompagne la prise de conscience des effets catastrophiques de la crise sanitaire sur une partie du monde étudiant.
Le champ d’intervention de la plateforme est élargi à l'ensemble de la région parisienne, avant d’étendre les systèmes de livraisons aux centres universitaires de Montpellier puis Lyon, Grenoble et plusieurs autres villes étudiantes.
Fin avril 2022, après plusieurs modifications expérimentales, l'association stabilise l’interface de sa plateforme et travaille à la mise au point d'une application mobile distincte qui voit le jour le 5 novembre 2022.
En 2022, le rapport d'activité fait état de plus de 16 000 livraisons, soit près de 50 000 repas livrés aux étudiants représentant 1 million d'euros de courses livrés.
En octobre 2023 a lieu une levée de fonds de 1M€[réf. souhaitée].

## Activités

### Organisation de l’Équipage Solidaire
Organisée sous forme de succursales, l’Équipage Solidaire compte 13 succursales réparties dans la métropole[réf. souhaitée].
Le reste des bénévoles permanents sont adhérents sous le statut de « membre aidant » tandis que les livreurs sont adhérents sous le statut de « livreur bénévoles ».
L’association bénéficie de 2 300 bénévoles sur l’ensemble du territoire. En 2024, l'association intervient dans 14 villes françaises.

### Fonctionnement
Les kits sont préparés au terme des collectes, réalisées, chaque semaine, auprès de boulangeries, supermarchés, restaurants et autres épiceries ou associations partenaires.
L'association aide les étudiants prioritaires : les demandeurs doivent indiquer leurs revenus, les éventuelles bourses dont ils bénéficient, s'ils habitent chez leurs parents, etc. Elle noue différents partenariats avec des universités publiques lui permettant de cibler plus précisément les étudiants dans le besoin, de recruter de nouveaux bénévoles et de stocker plus facilement les denrées récoltées dans des locaux mis disposition.
Lorsque la demande est validée, elle est envoyée aux livreurs, des bénévoles de l'association Equipage solidaire. La livraison évite aux étudiants de longues attentes dans des centres de distribution alimentaire et le possible caractère stigmatisant du recours à une aide. 

### Modèle économique
L'association annonce fonctionner sur la base d’un modèle économique hybride alliant les subventions privées, publiques et les cotisations. Elle déclare n’avoir eu à embaucher aucun salarié et se reposer intégralement sur le concours de ces bénévoles, eux-mêmes pour la plupart étudiants, afin d’assurer le fonctionnement de la plateforme.
Elle possède le label Économie sociale et solidaire.

## Distinction
- Prix de l'innovation Sociale et Solidaire pour l’année 2021-2022[16] (organisé par la Fondation Cognacq-Jay)

- Trophée de l'Engagement RSE 2022[17] (organisé par la Banque de France)

- Trophée Sud Radio Solidaire 2023[18]